# SMYD2
SMYD2 (англ. SET and MYND domain containing 2) – білок, який кодується однойменним геном, розташованим у людей на 1-й хромосомі. Довжина поліпептидного ланцюга білка становить 433 амінокислот, а молекулярна маса — 49 688.
| 10         |  | 20         |  | 30         |  | 40         |  | 50         |
| ---------- |  | ---------- |  | ---------- |  | ---------- |  | ---------- |
| MRAEGLGGLE |  | RFCSPGKGRG |  | LRALQPFQVG |  | DLLFSCPAYA |  | YVLTVNERGN |
| HCEYCFTRKE |  | GLSKCGRCKQ |  | AFYCNVECQK |  | EDWPMHKLEC |  | SPMVVFGENW |
| NPSETVRLTA |  | RILAKQKIHP |  | ERTPSEKLLA |  | VKEFESHLDK |  | LDNEKKDLIQ |
| SDIAALHHFY |  | SKHLGFPDND |  | SLVVLFAQVN |  | CNGFTIEDEE |  | LSHLGSAIFP |
| DVALMNHSCC |  | PNVIVTYKGT |  | LAEVRAVQEI |  | KPGEEVFTSY |  | IDLLYPTEDR |
| NDRLRDSYFF |  | TCECQECTTK |  | DKDKAKVEIR |  | KLSDPPKAEA |  | IRDMVRYARN |
| VIEEFRRAKH |  | YKSPSELLEI |  | CELSQEKMSS |  | VFEDSNVYML |  | HMMYQAMGVC |
| LYMQDWEGAL |  | QYGQKIIKPY |  | SKHYPLYSLN |  | VASMWLKLGR |  | LYMGLEHKAA |
| GEKALKKAIA |  | IMEVAHGKDH |  | PYISEIKQEI |  | ESH        |  |            |

A: Аланін

C: Цистеїн

D: Аспарагінова кислота

E: Глутамінова кислота

F: Фенілаланін

G: Гліцин

H: Гістидин

I: Ізолейцин

K: Лізин

L: Лейцин

M: Метіонін

N: Аспарагін

P: Пролін

Q: Глутамін

R: Аргінін

S: Серин

T: Треонін

V: Валін

W: Триптофан

Кодований геном білок за функціями належить до трансфераз, регуляторів хроматину, метилтрансфераз, фосфопротеїнів. 
Задіяний у таких біологічних процесах, як транскрипція, регуляція транскрипції, альтернативний сплайсинг. 
Білок має сайт для зв'язування з іонами металів, іоном цинку, S-аденозил-L-метіоніном. 
Локалізований у цитоплазмі, ядрі.